# 和歌山オープンゴルフトーナメント
和歌山オープンゴルフトーナメント（わかやまオープンゴルフトーナメント）は、かつて開催されていた男子ゴルフトーナメント。
1981年にはプロに転向したばかりの倉本昌弘が同大会でデビューし、いきなり優勝したことで知られる。
1981年5月のプロテストに合格し、トーナメントプロとしてのスタートを切ったばかりの倉本は前日、首位に2打差であったが、持ち前の攻めのゴルフを展開し長打力を発揮。8番まで首位の磯村芳幸に3打差を付けられていたが、9番では第2打をピン2mに付けてイーグルを奪う。ピン右横2.5mを難無く沈めるイーグルで一気に差を縮めると、10、11番でも連続バーディを決めて逆転し、3バーディー、2ボギーの3アンダー69のベストスコアをマーク。通算7アンダー137で逆転勝ちして賞金100万円を獲得し、1979年の中四国オープンでの重信秀人以来2人目となるデビュー戦優勝となった。
開催された国木原ゴルフ倶楽部には9番（パー5）のティーイングエリアに当時の写真付きパネルがあり、倉本のティーショットが飛んだ残り約150ヤードの地点に旗が立っている。1打目でその旗を越えた一般ゴルファーには記念品が進呈され、旗に名前が刻まれる。

## 歴代優勝者
- 1979年 - 浦西武光[5]
- 1980年 - 北代武史[6]
- 1981年 - 倉本昌弘[1]
- 1982年 - 鍛冶恒[7]
- 1983年 - 小川清二[8]
- 1984年 - 入野太[9] [10]
- 1985年 - 加瀬秀樹
- 1986年 - 甲斐俊光
- 1987年 - 古木譲二[11]
- 1988年 - 中村忠夫
- 1989年 - 芹澤大介
- 1990年 - 前田新作